# Ulica Basztowa w Krakowie

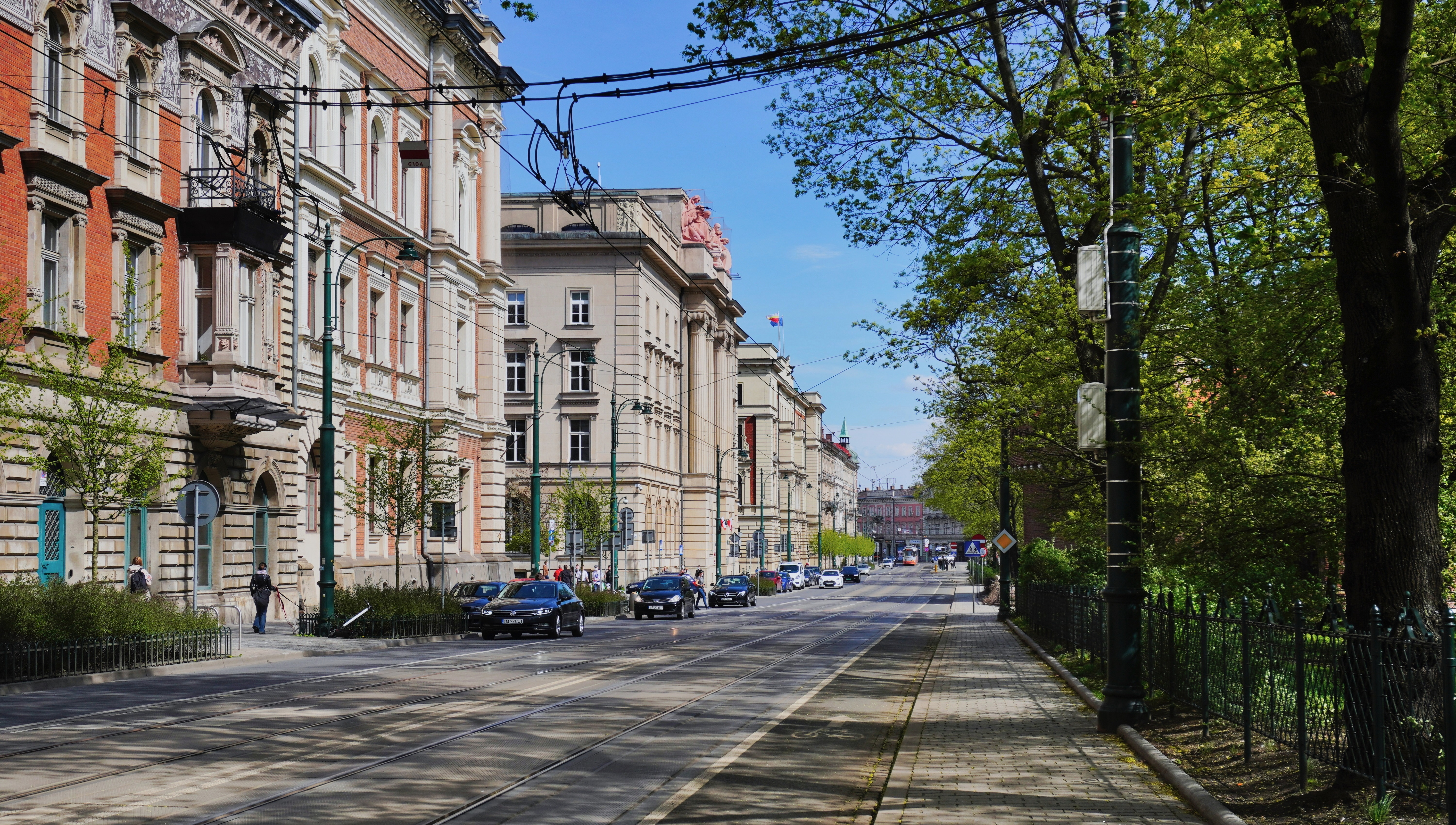
Widok od Starego Kleparza na wschód.

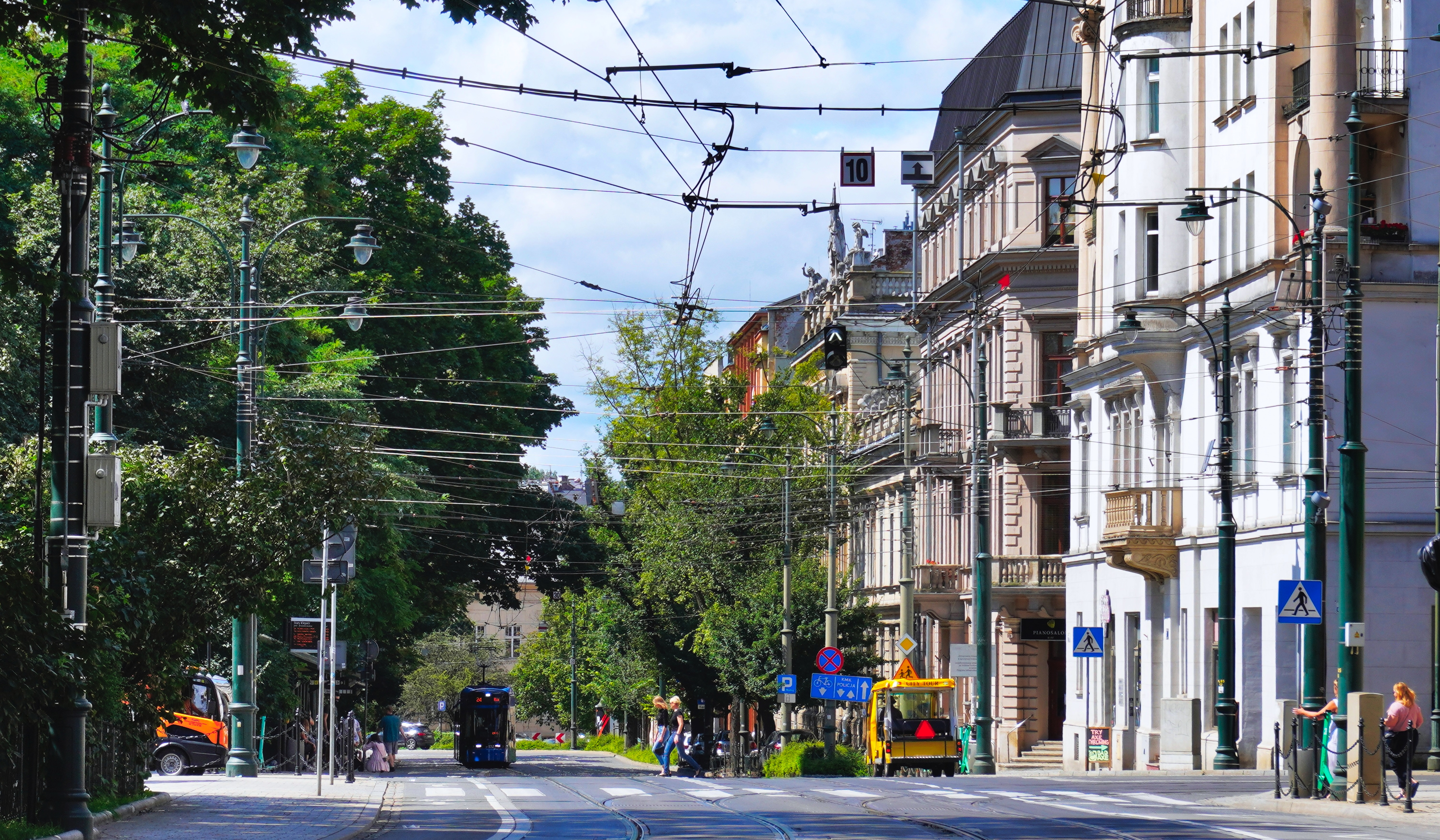
Widok od Starego Kleparza na zachód.

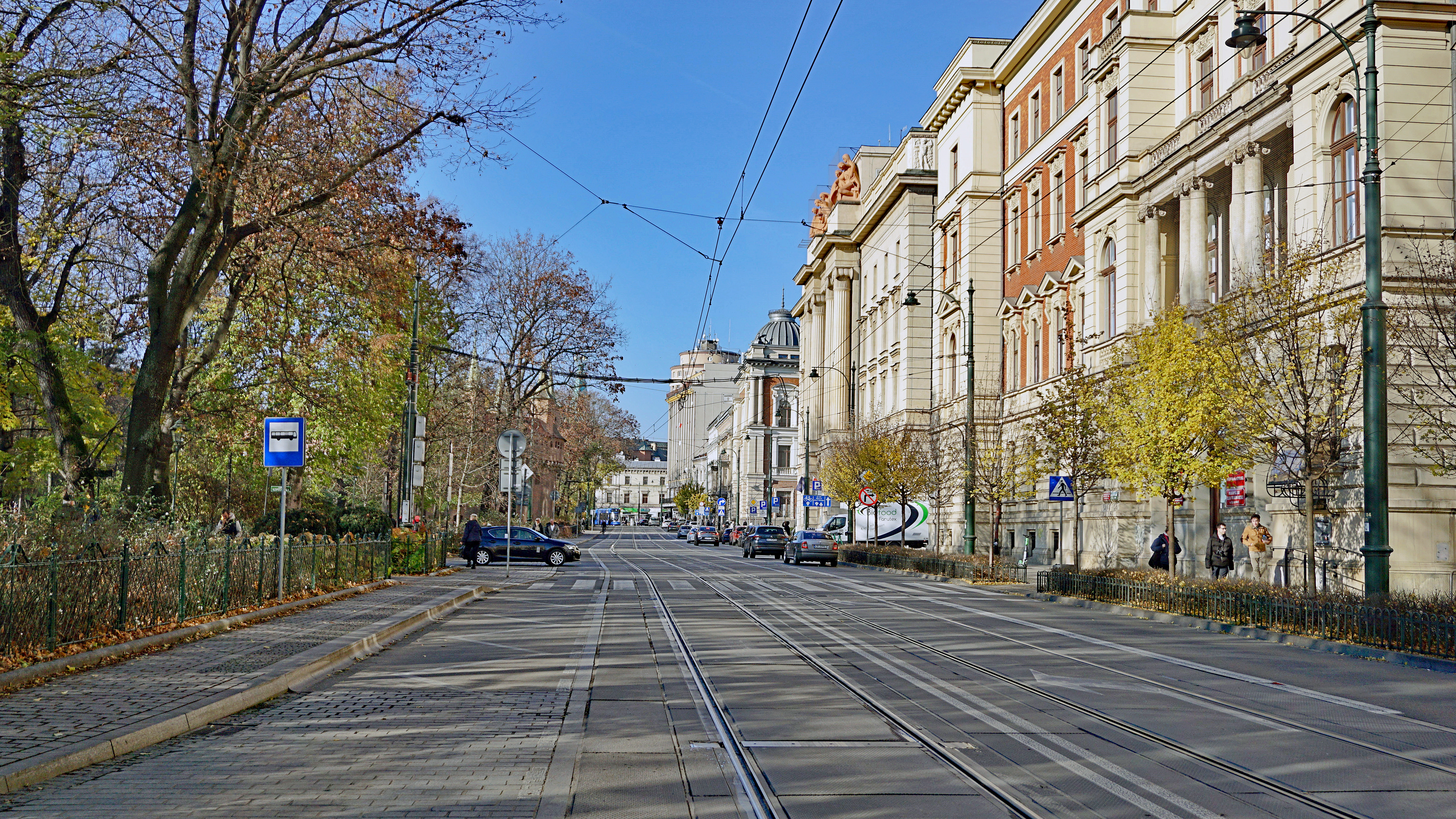
Widok na zachód

Ulica Basztowa – ulica w Krakowie, w dzielnicy I Stare Miasto. Wchodzi w skład I obwodnicy. Zachodni kraniec stanowi skrzyżowanie z ulicą Garbarską, gdzie staje się przedłużeniem ulicy Juliana Dunajewskiego. Ogranicza Stare Miasto i Planty od północy. W 1914 roku na ulicy wybudowano torowisko tramwajowe.  
Starsza część ulicy od Dworca Głównego do Bramy Floriańskiej pochodzi z XIII wieku, dalsza część pochodzi z XIX wieku. Nazwa nawiązuje najprawdopodobniej do znajdującego się w jej pobliżu zachowanego do dziś fragmentu murów miejskich z basztami.

## Zabudowa
Po północnej stronie ulicy:
- ul. Basztowa 1–2 (ul. Asnyka 1) – dom Popielów, zbudowany w latach 1909–1910 według projektu Wacława Krzyżanowskiego i Józefa Pakiesa.
- ul. Basztowa 3 – kamienica Popielów, zw. niekiedy „Pałacem Popielów”, wzniesiona w 1887 według projektu Tadeusza Stryjeńskiego. Do tego budynku Popielowie przenieśli swoje zbiory archiwalno-biblioteczne z pałacu Popielów przy ul. św. Jana 20. Siedziba Instytutu Austriackiego w Krakowie (Österreich Institut Krakau).
- ul. Basztowa 4 – kamienica zbudowana w 1872 według projektu Tomasza Prylińskiego, nadbudowana ok. 1930 według projektu Franciszka Mączyńskiego.
- ul. Basztowa 5 – kamienica zbudowana ok. 1890 według projektu Tomasza Prylińskiego, przebudowana ok. roku 1930.
- ul. Basztowa 6–8 – gmach Towarzystwa Ubezpieczeń „Florianka” zbudowany w 1886 r. według projektu Tomasza Prylińskiego i Tadeusza Stryjeńskiego. Obecnie w budynku mają siedzibę: Państwowa Ogólnokształcąca Szkoła Muzyczna II st. im. Fryderyka Chopina oraz Ogólnokształcąca Szkoła Muzyczna I stopnia im. I.J. Paderewskiego oraz kompleks z reprezentacyjną salą koncertową Akademii Muzycznej.
- ul. Basztowa 9 (ul. Krowoderska 2–4) – kamienica zbudowana w 1884 według projektu Tomasza Prylińskiego, ma w niej siedzibę Państwowa Szkoła Muzyczna II Stopnia im. W. Żeleńskiego.
- ul. Basztowa 10 (ul. Krowoderska 1) – kamienica zbudowana w 1929 według projektu Wacława Krzyżanowskiego, budowała firma Romana Bandurskiego i Emila Allweila
- ul. Basztowa 11 (ul. Długa 1) – Dom „Pod Globusem”, budynek powstał w latach 1904–1906 według projektu Franciszka Mączyńskiego i Tadeusza Stryjeńskiego.
- ul. Basztowa 15 (Rynek Kleparski 4) – budynek Feniksa wzniesiony w latach 1931–1933 według projektu Jerzego Struszkiewicza i Maksymiliana Burstina, w okresie międzywojennym miał w nim siedzibę konsulat Niemiec.
- ul. Basztowa 16 – kamienica zbudowana ok. 1852 według projektu Antoniego Stacherskiego.
- ul. Basztowa 17 – kamienica zbudowana w 1877 według projektu Jacka Matusińskiego.
- ul. Basztowa 18 – kamienica zbudowana w 1880 według projektu Karola Zaremby.
- ul. Basztowa 19 (pl. Matejki 13) – Gmach Główny Akademii Sztuk Pięknych, powstał w latach 1877–1879 według projektu Macieja Moraczewskiego.
- ul. Basztowa 20 – Gmach Narodowego Banku Polskiego, budynek wzniesiono w latach 1921–1925 według projektu Teodora Hoffmanna i Kazimierza Wyczyńskiego.
- ul. Basztowa 22 – Gmach Małopolskiego Urzędu Wojewódzkiego, pałac wzniesiony w latach 1898–1900 według projektu Alfreda Karola Broniewskiego. Przed nim policja ostrzelała strajkujących pracowników Semperitu[2]
- ul. Basztowa 23 – kamienica zbudowana w 1890 według projektu Sławomira Odrzywolskiego.
- ul. Basztowa 24 – kamienica zbudowana w latach 1889–1890 według projektu Sławomira Odrzywolskiego.
- ul. Basztowa 25 (ul. Pawia 2) – Hotel Polonia, zbudowany w latach 1886–1887 według projektu Sławomira Odrzywolskiego.

Po południowej stronie ulicy:
- Barbakan

## Zabudowa galeria
Po północnej strony ulicy:

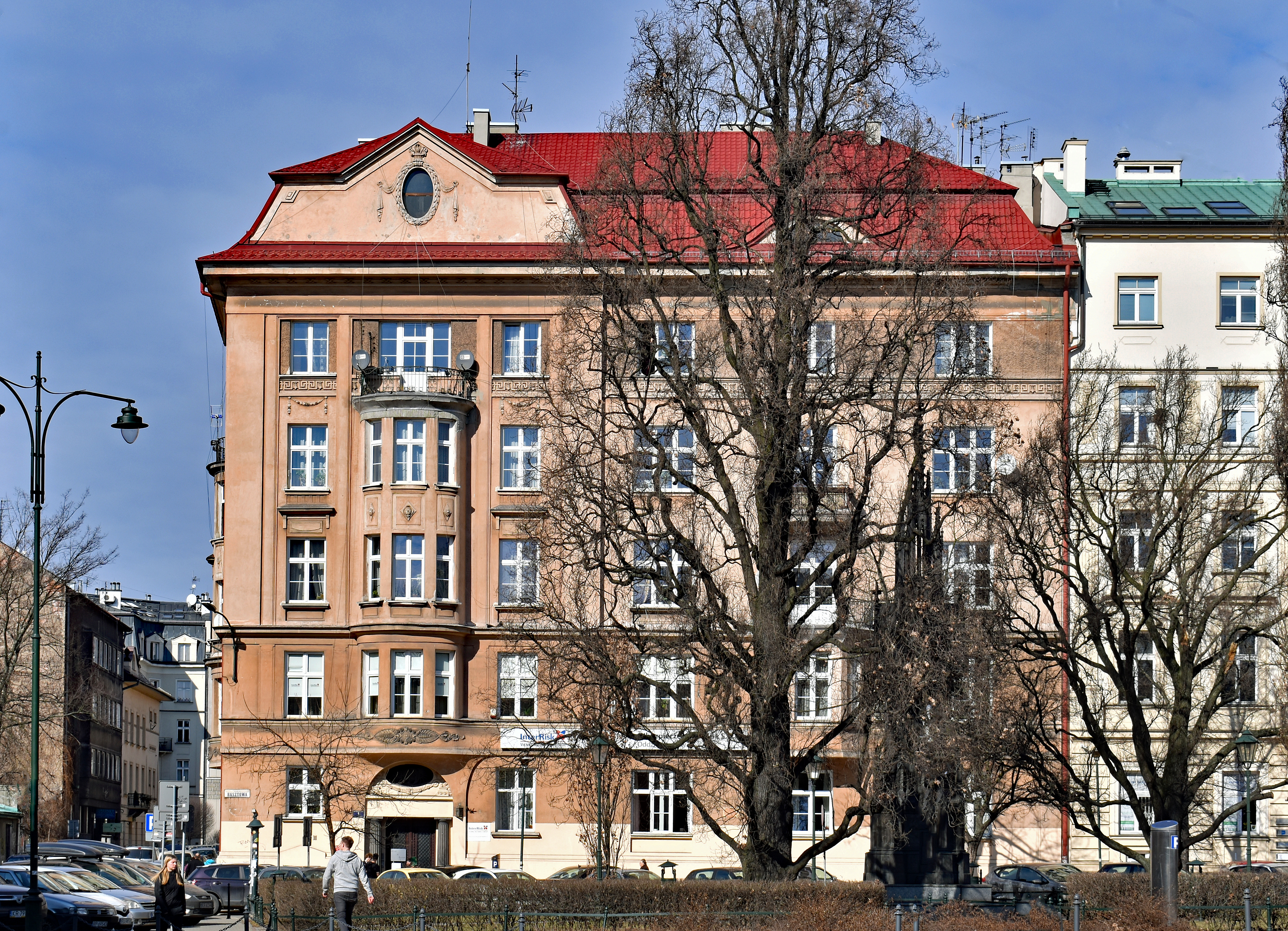
ul. Basztowa 1-2 kamienica Popielów
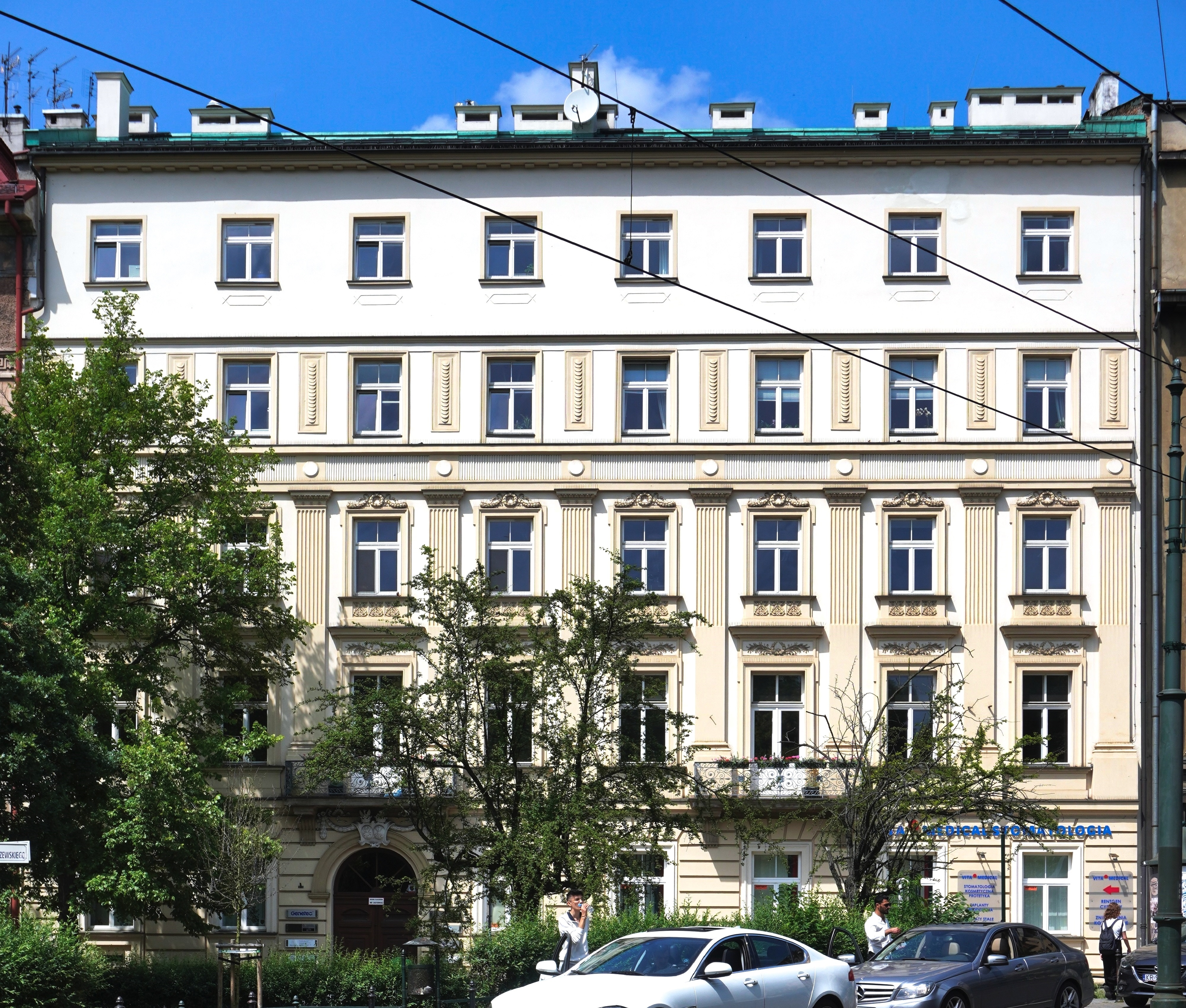
ul. Basztowa 3 Kamienica (proj. Tadeusz Stryjeński, 1887–1888)
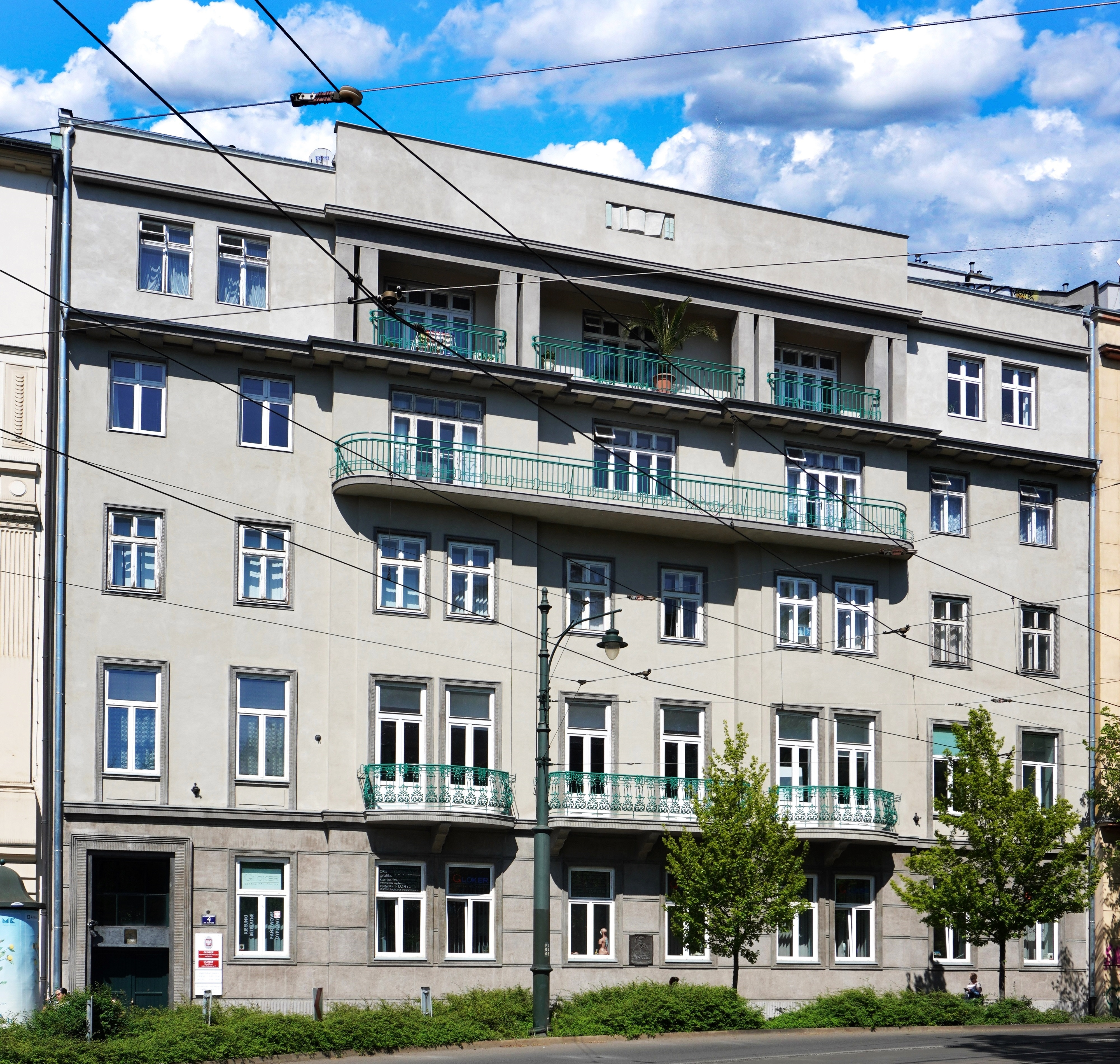
ul. Basztowa 4 Kamienica (proj. Tomasz Pryliński, 1872, z późniejszymi przebudowami)
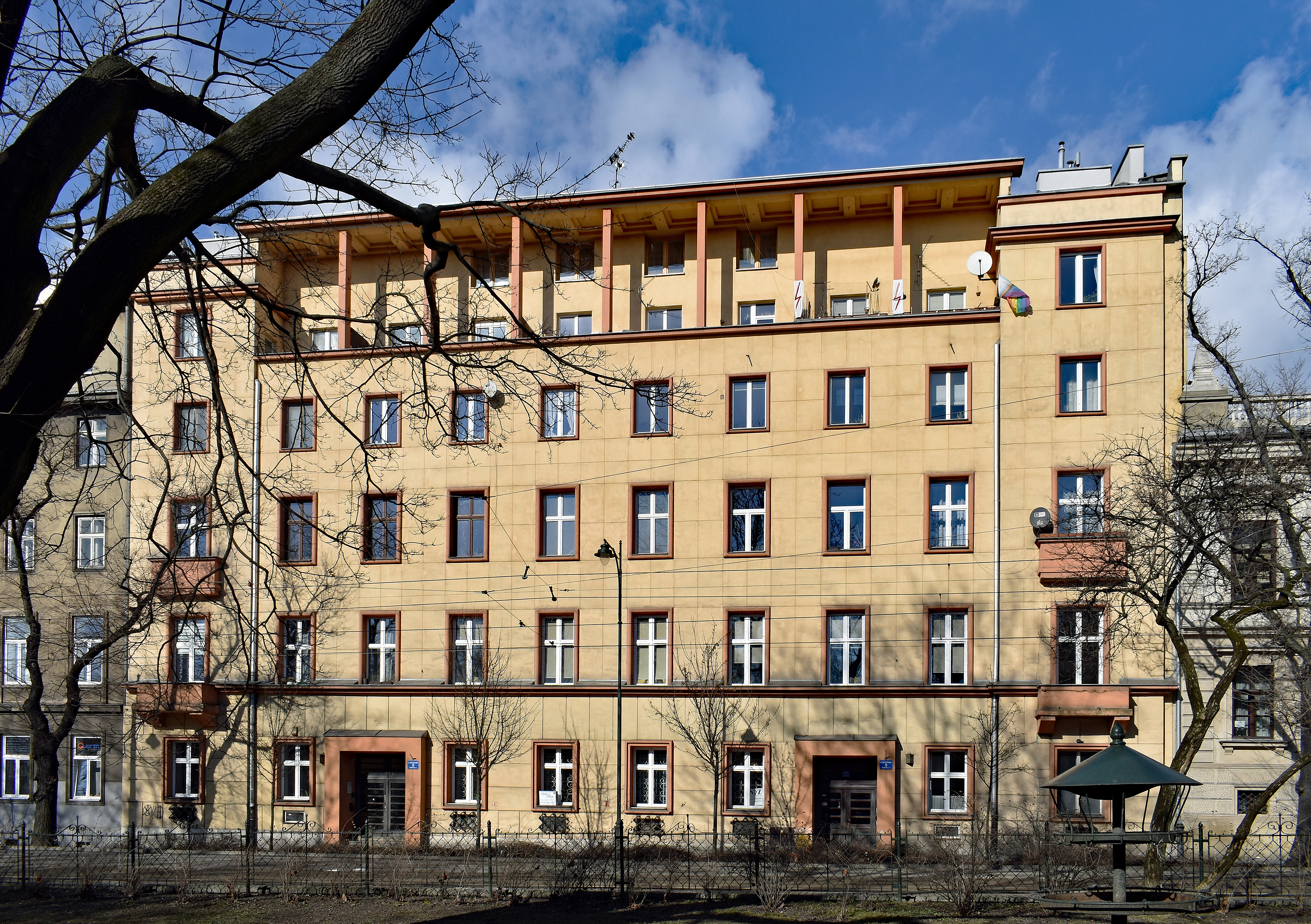
ul. Basztowa 5 czynszowa kamienica
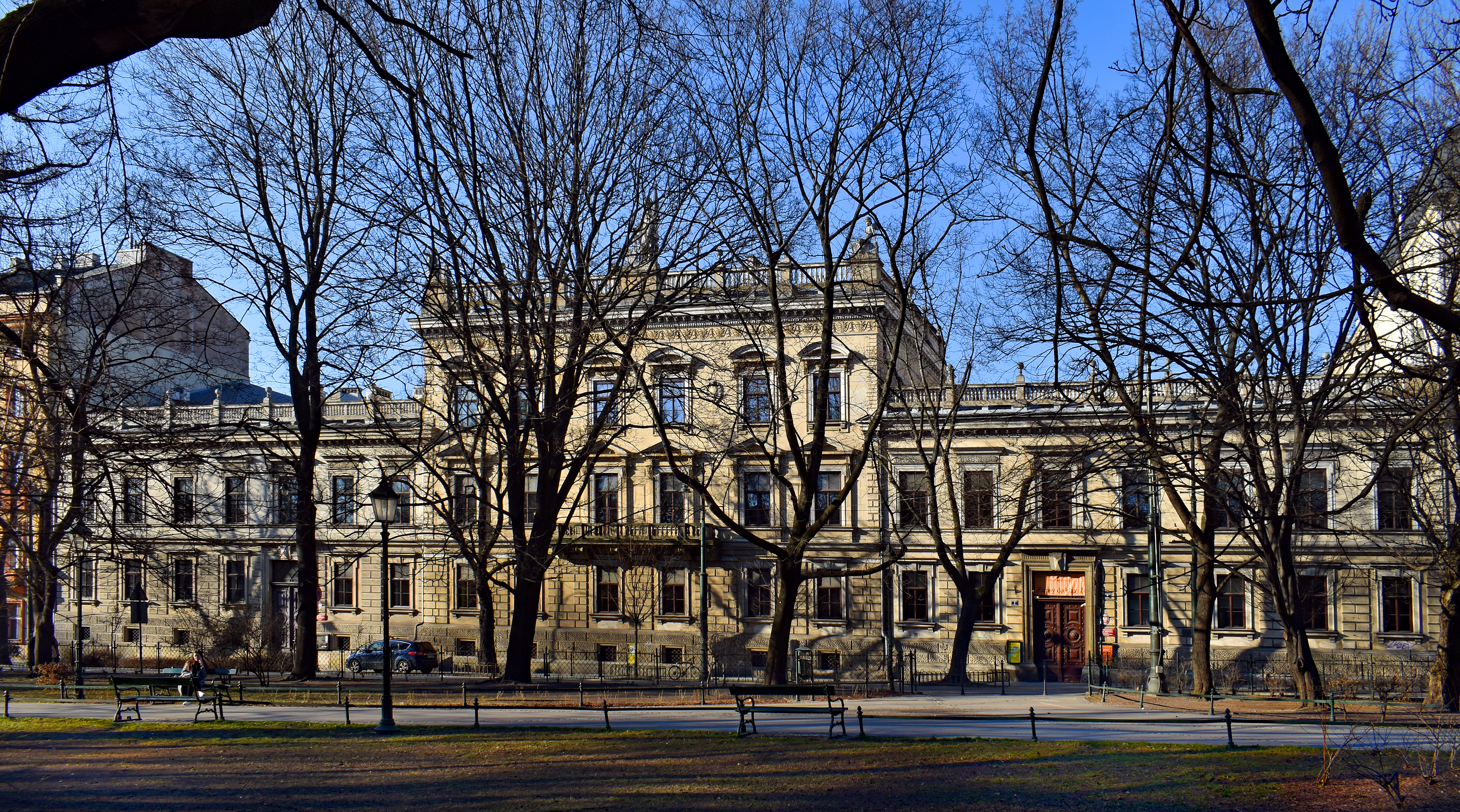
ul. Basztowa 6-8 Budynek Florianki
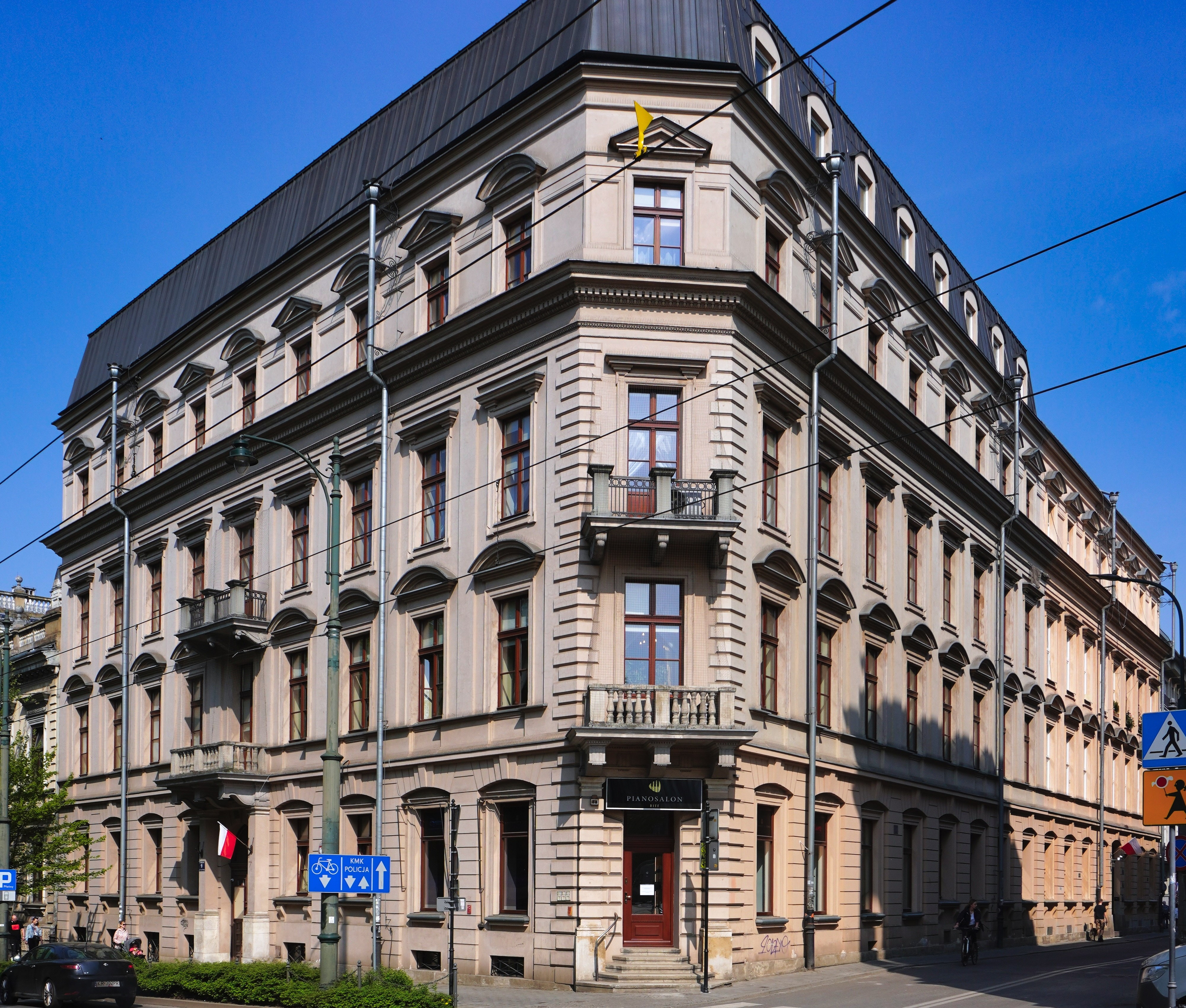
ul. Basztowa 9 Kamienica (proj. Tomasz Pryliński, 1884)
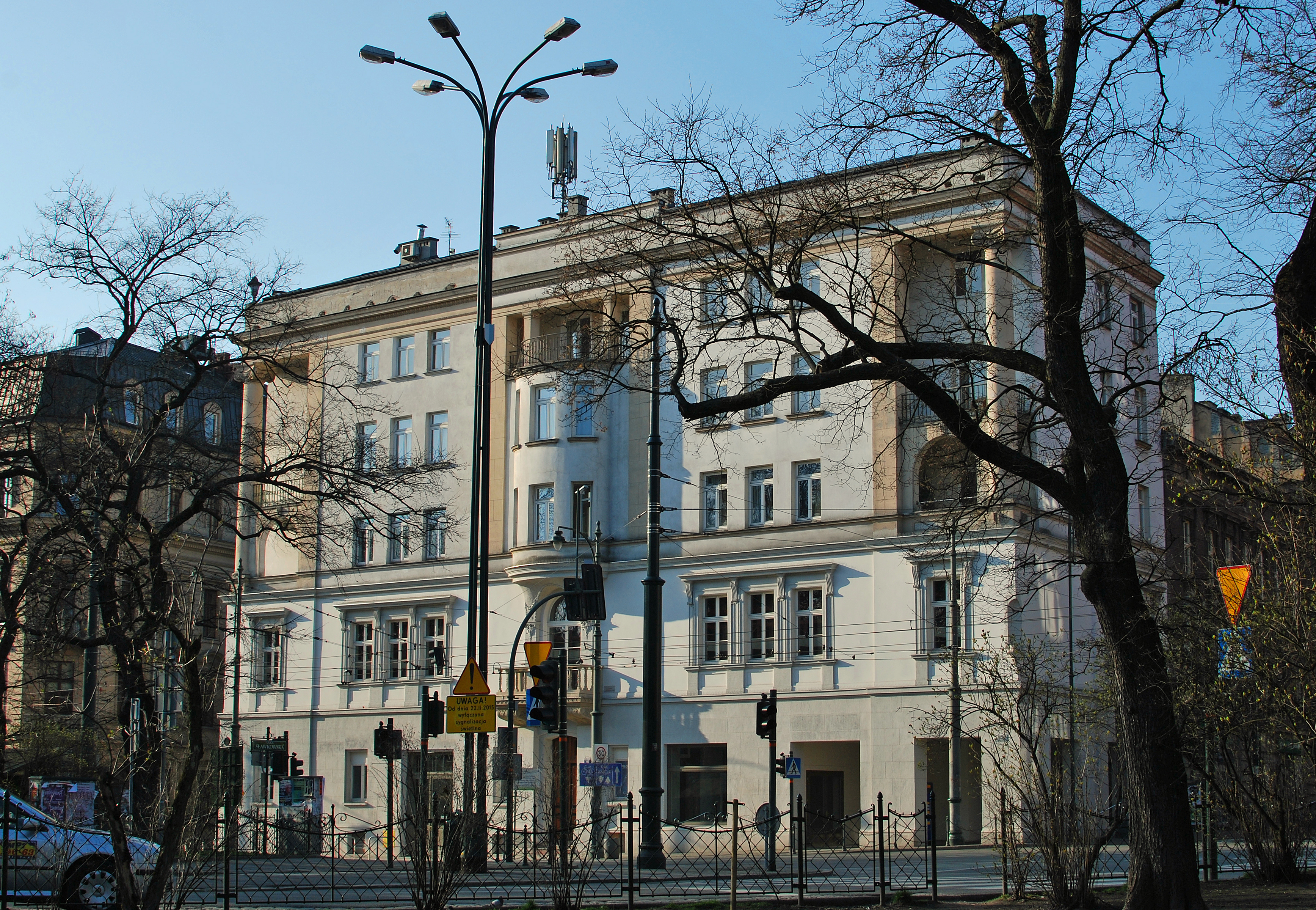
ul. Basztowa 10 czynszowa kamienica
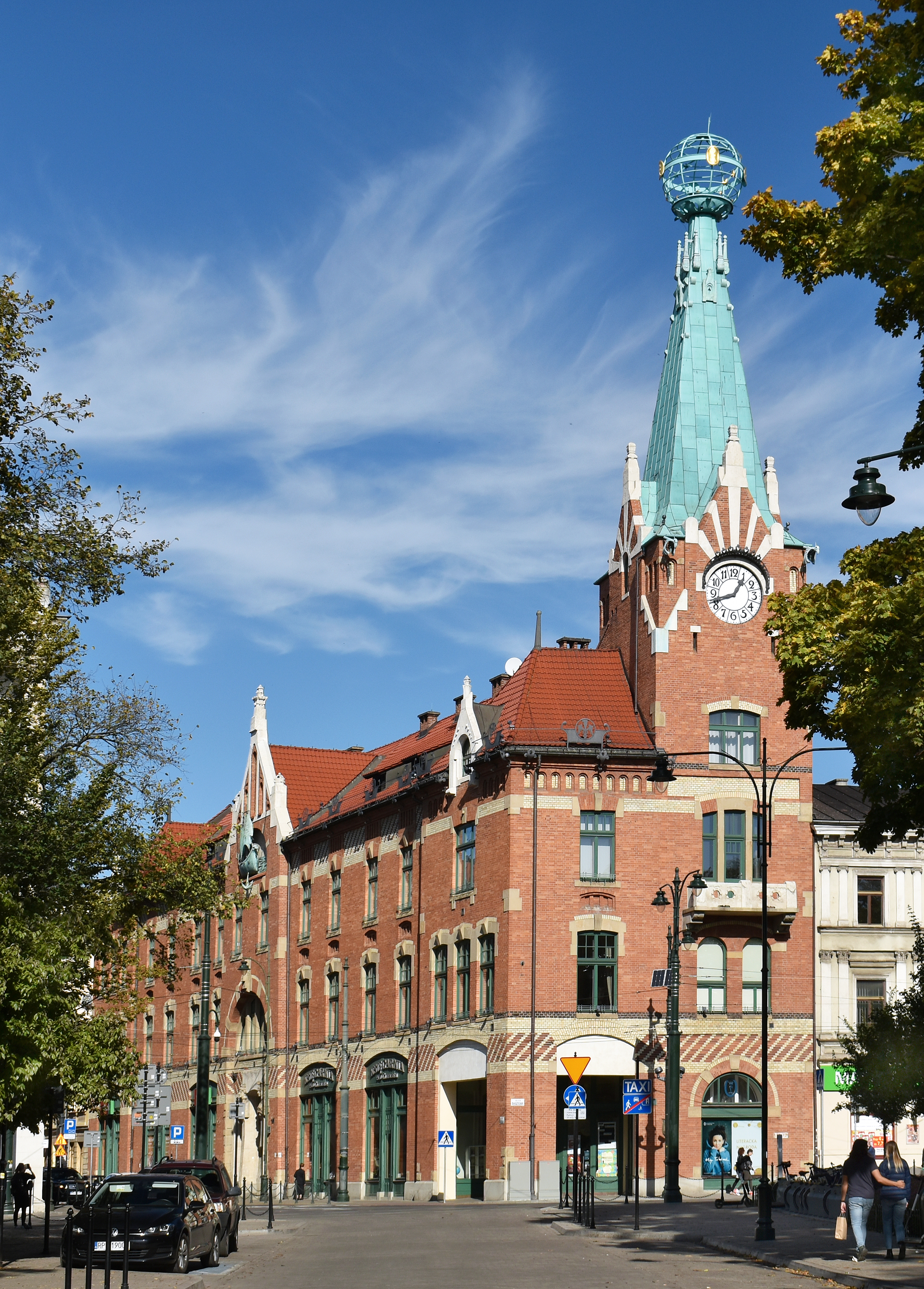
ul. Basztowa 11 Dom Pod Globusem
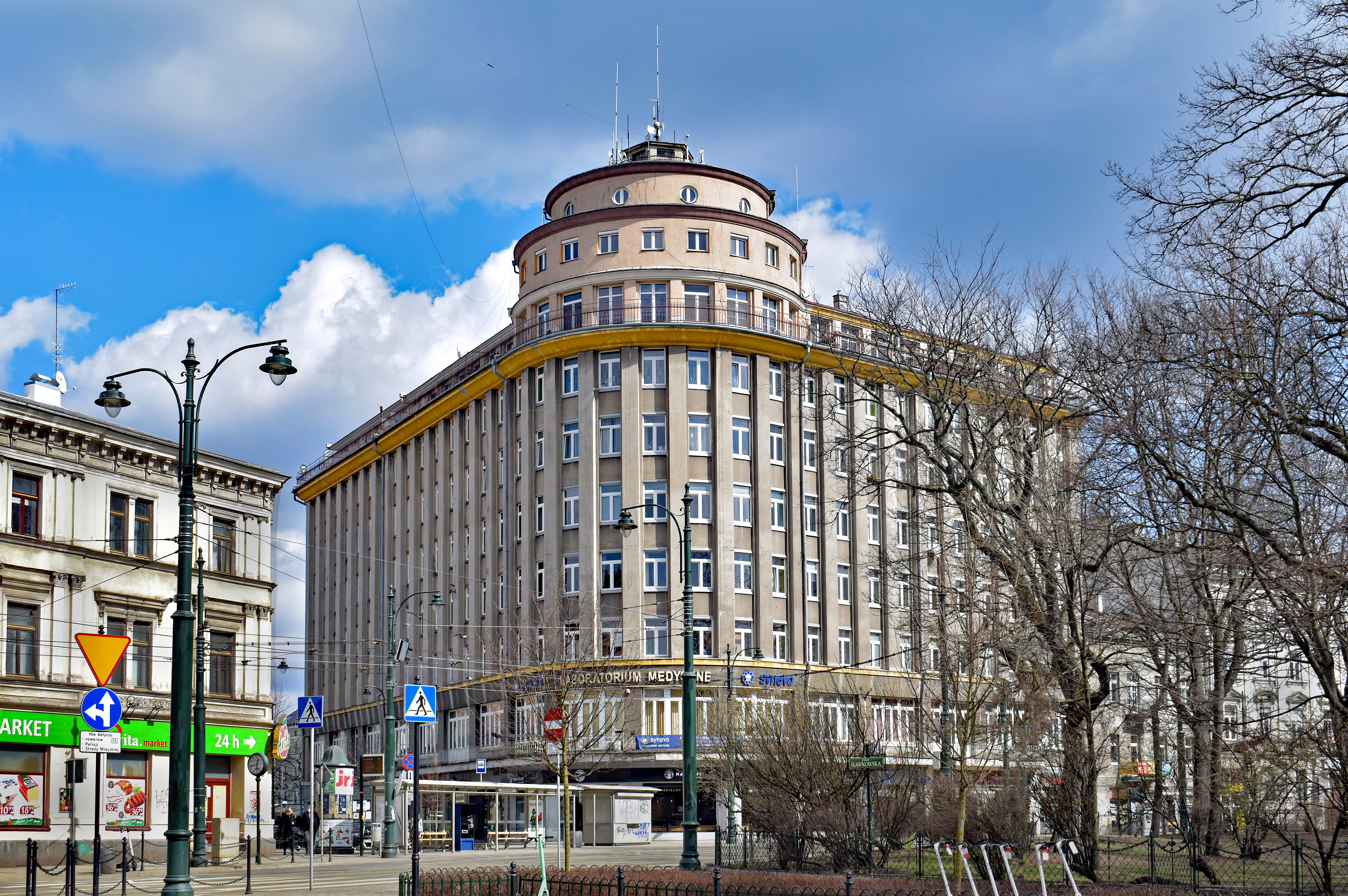
ul. Basztowa 15 Budynek Feniksa
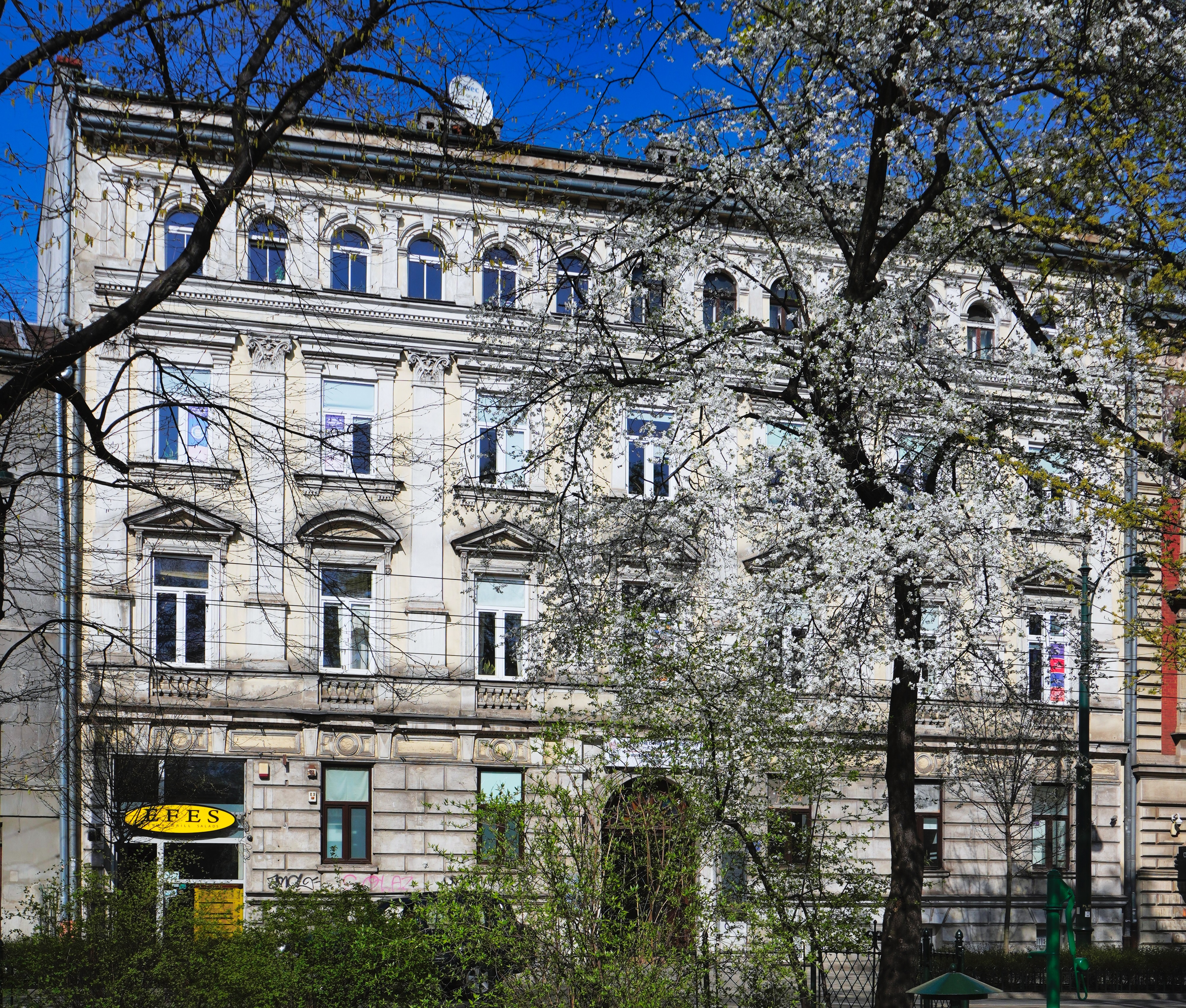
ul. Basztowa 17 Kamienica (proj. Jacek Matusiński, 1877)
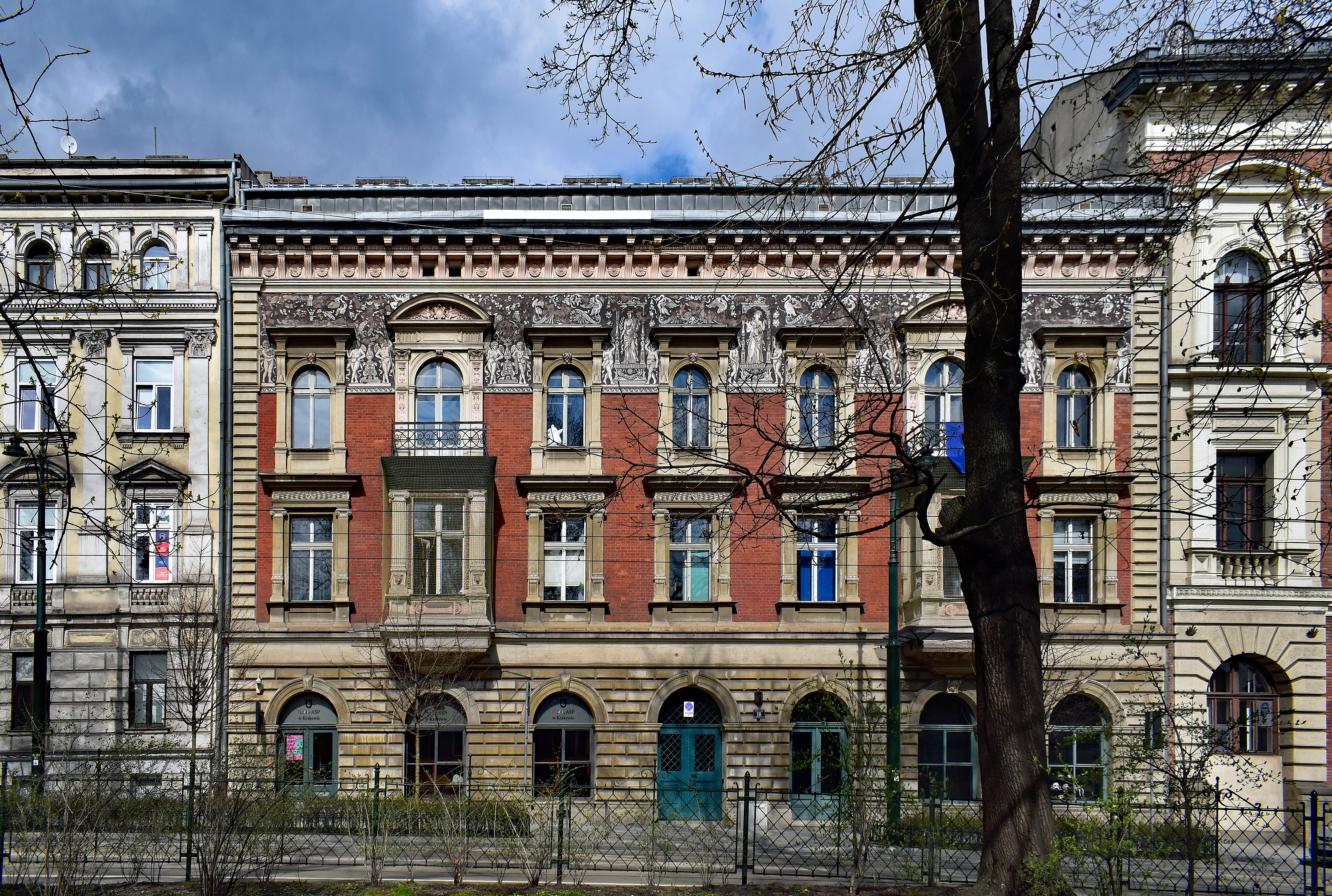
ul. Basztowa 18 Kamienica czynszowa
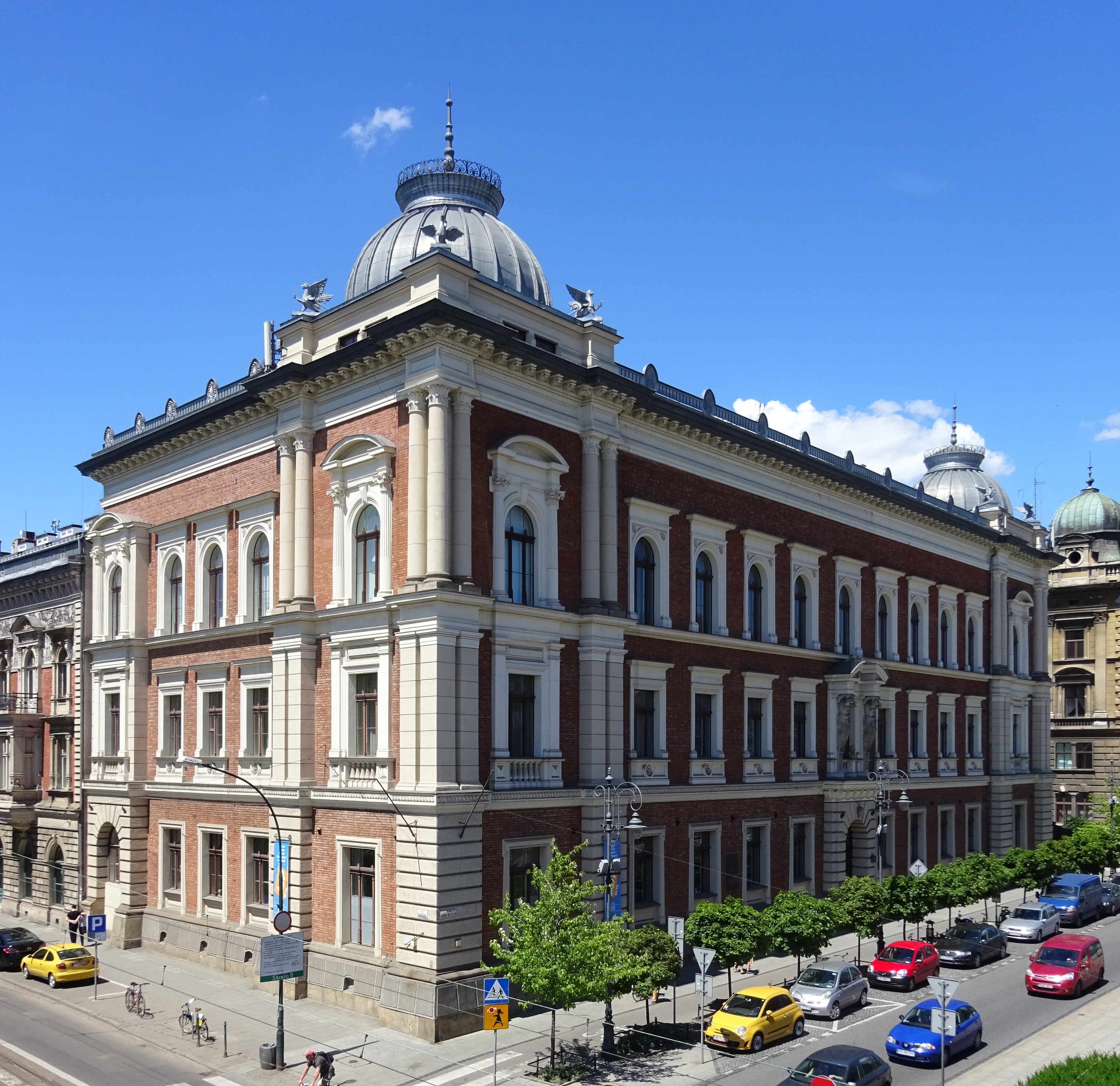
Gmach Główny Akademii Sztuk Pięknych
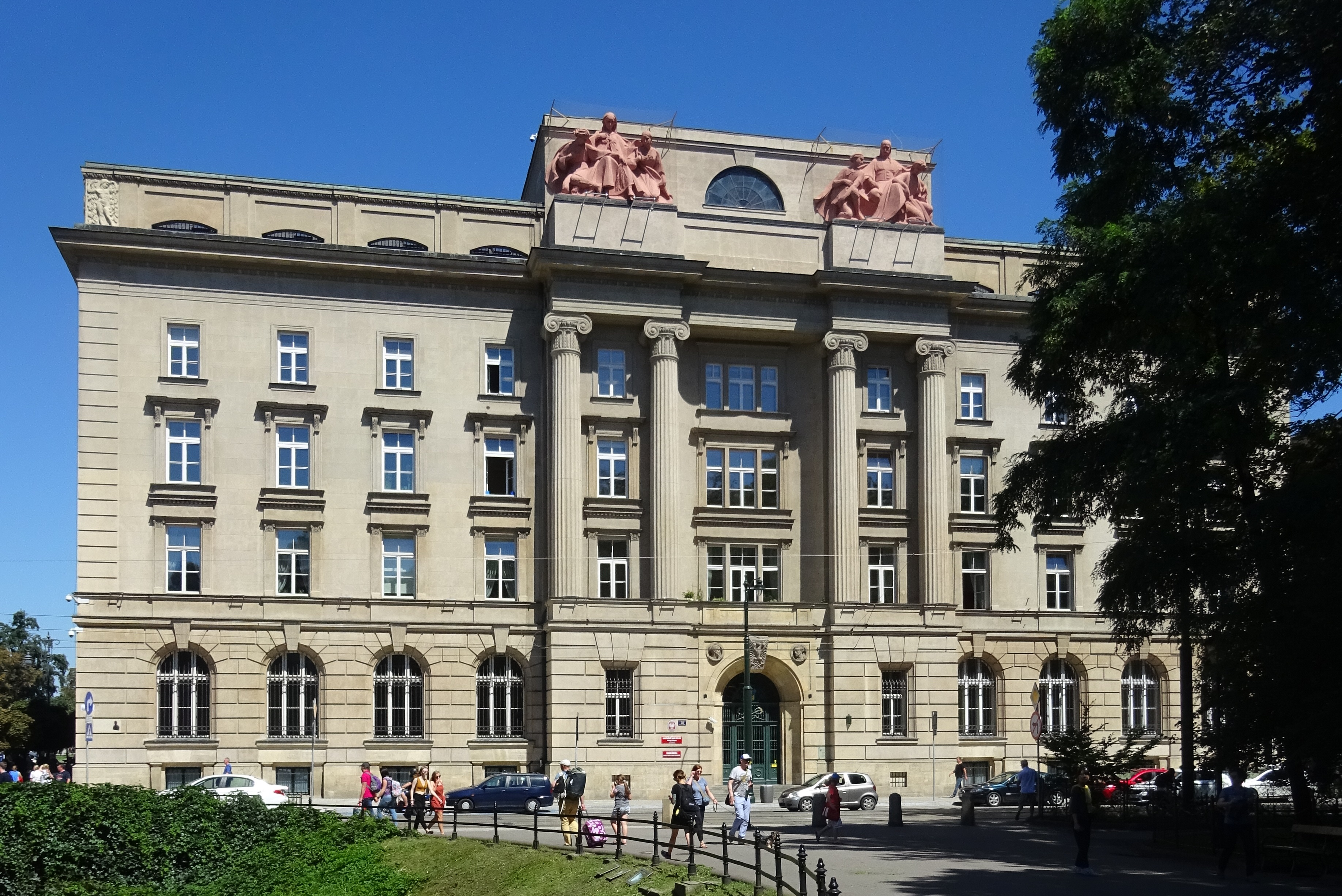
Gmach Narodowego Banku Polskiego
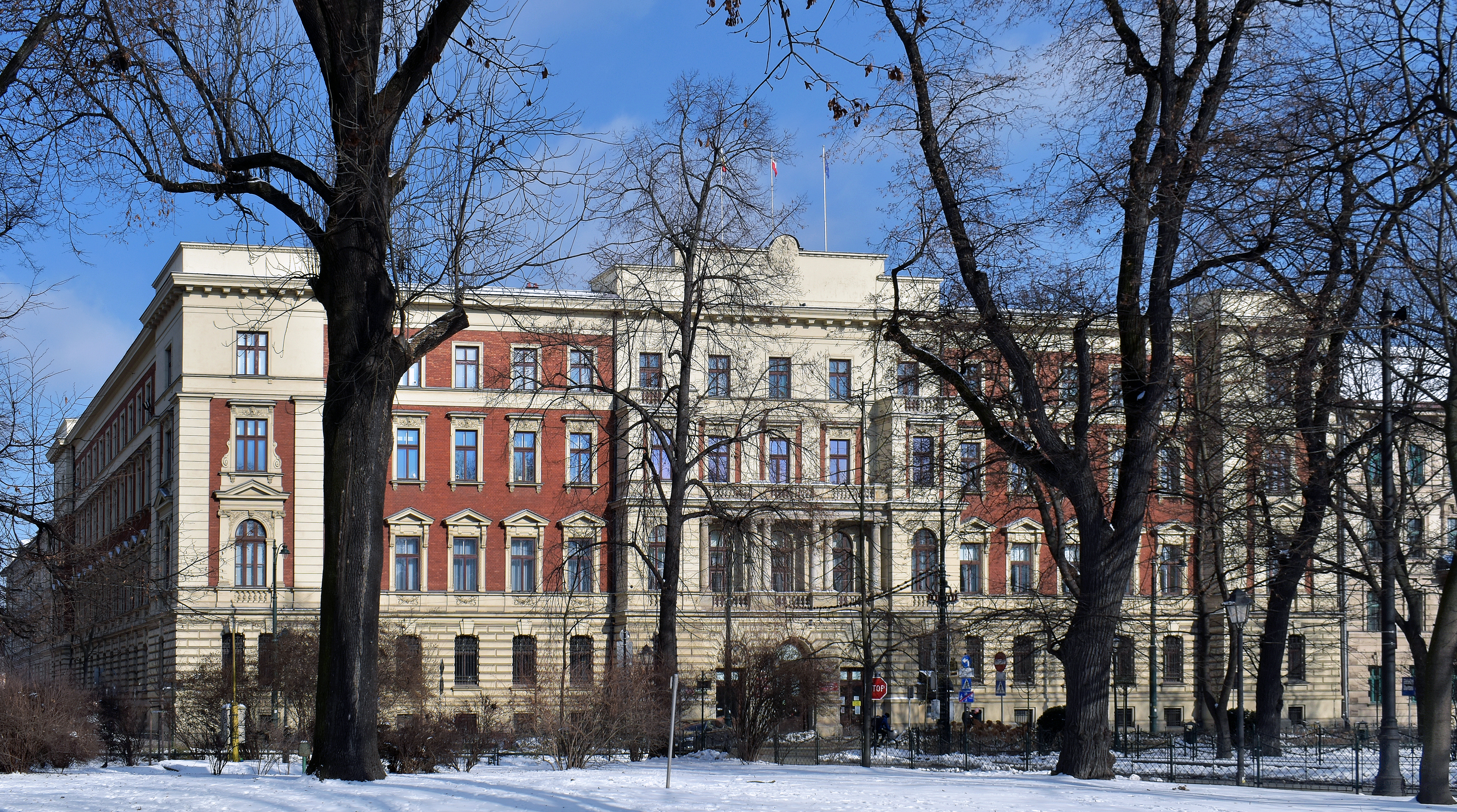
Gmach Małopolskiego Urzędu Wojewódzkiego
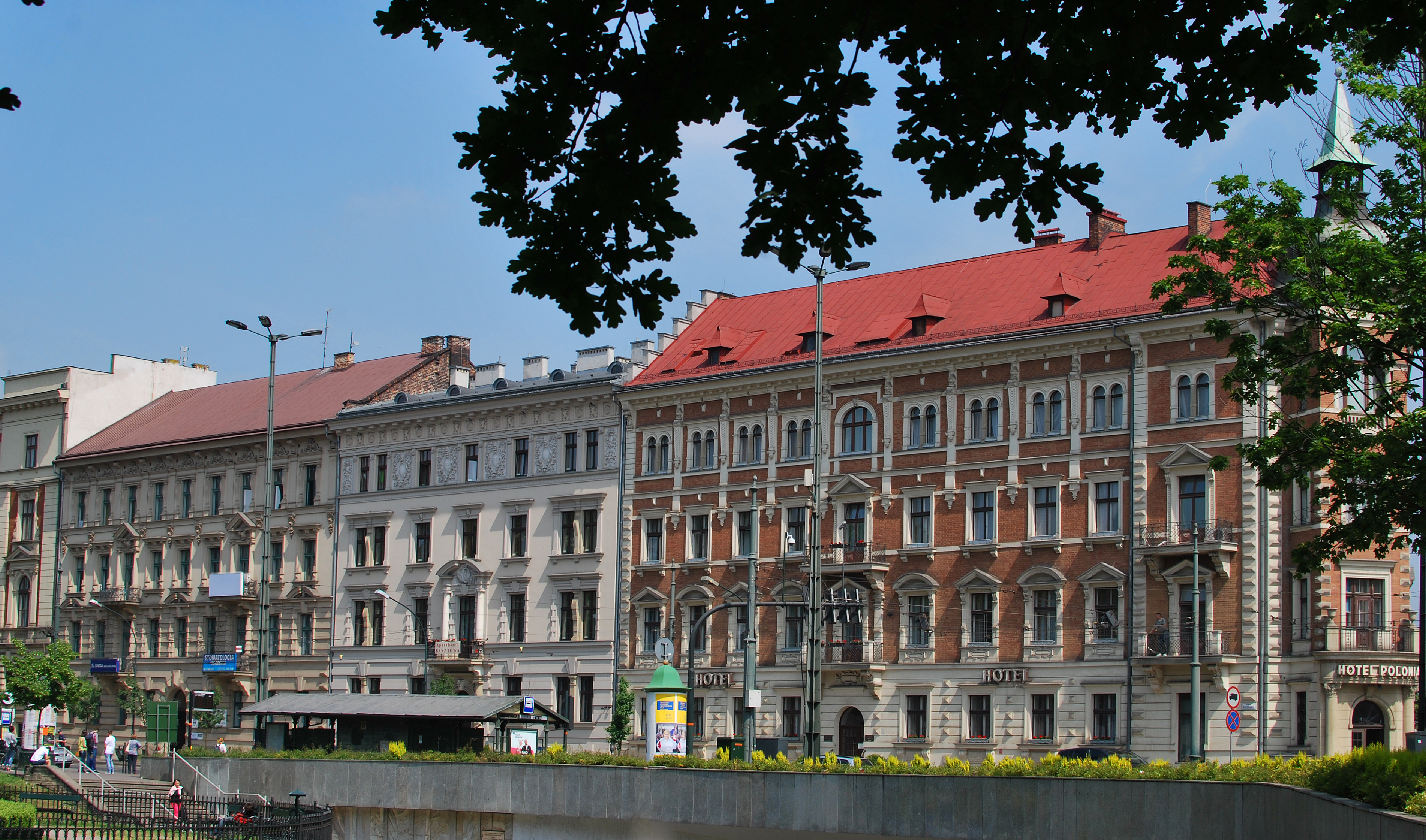
ul. Basztowa 23, 24 i 25 Kamienice czynszowe oraz hotel Polonia

Południowa strona ulicy: Barbakan i Planty.

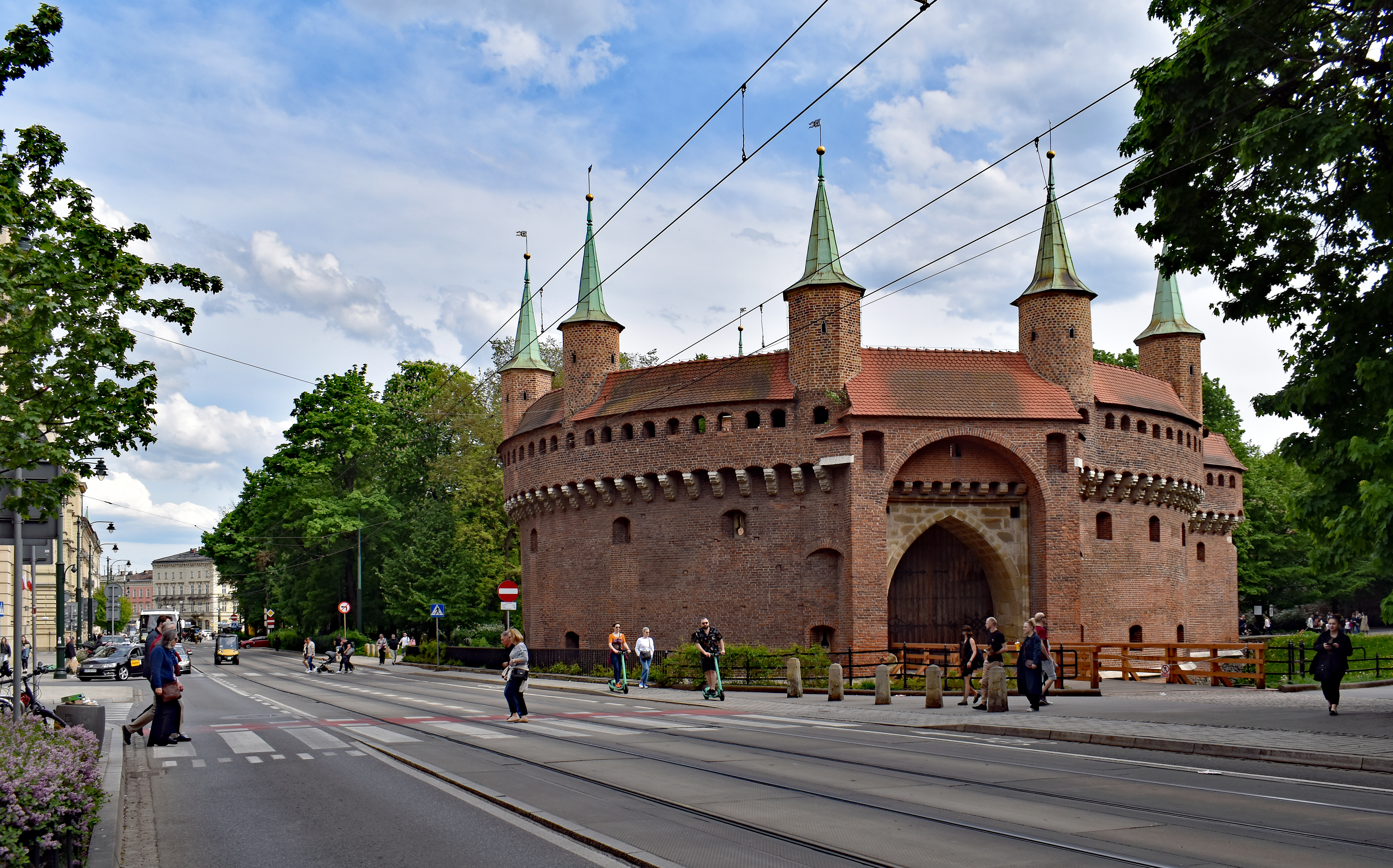
Widok na wschód: Barbakan i Planty.